# 特別地方公共団体
特別地方公共団体（とくべつちほうこうきょうだんたい）は、日本の地方公共団体のうち、普通地方公共団体以外の法人である。
- 地方自治法は、以下で条数のみ記載する。

## 地方自治法に規定する特別地方公共団体

### 地方公共団体の組合
地方公共団体の組合は、普通地方公共団体及び特別区が行う事務の一部を共同処理する又は広域的に処理するために設けられる法人である。消防、上下水道、ゴミ処理、福祉、学校、公営競技の運営などが行われている。
都道府県知事は、関係のある市町村及び特別区に対し、一部事務組合又は広域連合の設置を勧告できる（第285条の2）。
一部事務組合を代表するのは、地方自治法上は長ではなく管理者（企業団にあっては、企業長。）又は管理者に代えて理事をもって組織する理事会である。なお、広域連合を代表するのは長（広域連合長）（広域連合企業団にあっては、企業長。）又は長に代えて理事をもって組織する理事会である。
一部事務組合には副管理者（管理者に代えて理事をもって組織する理事会を置く一部事務組合にあっては、副管理者は置かない。）、議会及び監査委員などを置く。広域連合には副広域連合長（長に代えて理事をもって組織する理事会を置く広域連合にあっては、副広域連合長は置かない。）、議会、監査委員及び選挙管理委員会などを置く。
- 一部事務組合

その事務の一部を共同処理するため、その協議により規約を定め、許可を得て、設けることができる（第284条2項）。
- 複合的一部事務組合
- 企業団（公営企業を共同処理する一部事務組合）

- 広域連合

広域にわたり処理する事務に関し広域計画を作成し協議により規約を定め許可を得て設ける（第284条3項）。
議会の議員は、住民の投票または組織する地方公共団体の議会において選挙し、長は、住民の投票または組織する地方公共団体の長の投票により選挙する（第291条の5）
直接請求も認められている（第291条の6）
- 広域連合企業団（公営企業を共同処理する広域連合）

### 財産区
市町村合併の際に旧市町村が所有や管理していた土地や財産を新市町村に引き継がずに旧市町村の地域で管理、処分するために設置される行政組織。第三篇 第四章（294条〜297条）に規定されている。

## 特別の法律による特別地方公共団体

### 合併特例区
2024年12月現在、存在しない。
合併前の市町村単位で運営されていた集会所などの管理など、通常は市町村長の権限で行う事務の一部を、規約で認められた範囲内で担う組織。市町村の合併の特例に関する法律に規定されている。

## 廃止された特別地方公共団体

### 特別市
1947年（昭和22年）の地方自治法制定から1956年（昭和31年）までは、地方自治法には特別地方公共団体である特別市に関する規定があった。ただし、この間に実際に特別市の指定が行われることは1回もなかった。1956年（昭和31年）、特別市の制度は廃止され、同時に政令指定都市制度が創設された。指定都市は普通地方公共団体である。

### 全部事務組合・役場事務組合
2011年（平成23年）8月1日に廃止された（地方自治法の一部を改正する法律（平成23年5月2日法律第35号）の施行による）。

### 地方開発事業団
2011年（平成23年）8月1日に制度が廃止された（地方自治法の一部を改正する法律（平成23年5月2日法律第35号）の施行による）。
複数の普通地方公共団体で事業を行うために設置される行政組織。以下の事業を行うことができる。
- 住宅、工業用水道、道路、港湾、水道、下水道、公園緑地その他政令で定める施設の建設（災害復旧を含む）
- 前号に掲げる施設の用に供する土地、工場用地その他の用地の取得又は造成
- 土地区画整理事業に係る工事